# Emily Is Away
Emily Is Away — инди визуальная новелла, созданная разработчиком видеоигр Kyle Seeley, вышедшая бесплатно в ноябре 2015. История игры линейна, у игрока нет возможности значительно поменять направление сюжета в течение игры. События игры разворачиваются с начала до середины 2000-х годов, Emily Is Away рассказывает историю отношений протагониста с девушкой Эмили длиною в 5 лет, начиная с последнего класса высшей школы и заканчивая последним курсом колледжа. Игра представляет из себя переписку между протагонистом и Эмили в чат клиенте на Windows XP, стилизованном под ICQ и AOL Instant Messenger, а именно под их версии начала-середины 2000-х в комплекте с профилями и интерфейсами других пользователей. Иконки для профиля также взяты из культуры начала-середины 2000-х, в том числе, 28 Дней Спустя, Звонок, Гарри Поттер, Властелин Колец, Blink-182, Red Hot Chili Peppers, Эминем и Аврил Лавин на первом уровне.

## Сюжет
На протяжении игры игроку даётся возможность менять аватарку в связи с тенденциями тех лет. Их друзья тоже проявляют активность, меняя аватарки, биографию и сообщения при выходе.
В последней классе старшей школы протагониста в 2002, они используют чат клиент, чтобы общаться с emilyluv, emerly или Эмили. Они обсуждают старшую школу и одноклассника Брэда, который продолжает отправлять Эмили сообщения. Они также говорил о вечеринке, которую затеял их одноклассник Трэвис в тот же вечер, на которую они могут или не могут пойти (зависит от выбора игрока). Затем они прощаются, когда Эмили отходит.

## Отзывы
Рецензенты отметили игровой процесс, персонажей и цену игры, а также отметили, что она очень короткая. Wired похвалил игровой процесс и персонажей, назвав игру «Одной из тех редких игр, которая полностью остановила меня на моём пути». Rock, Paper, Shotgun сказал что эта игра «хорошая забава для ностальгии, но не более того».
Летом 2018 года, благодаря уязвимости в защите Steam Web API, стало известно, что точное количество пользователей сервиса Steam, которые играли в игру хотя бы один раз, составляет 1 689 541 человек.

## Продолжение
Сиквел, известный под названием Emily Is Away Too, был выпущен 26 мая 2017. А впервые показан ещё в октябре 2016, когда Kyle Seeley загрузил трейлер к сиквелу на свой Youtube канал. Сайт игры также был обновлён под Emily Is Away Too. В сиквеле игрок может общаться с двумя людьми одновременно и игра включает в себя пародии на популярные сайты 2006 года, такие как Youtube и Newgrounds. Также игрок сам может выбирать аватарку и свою историю. Эта игра менее известна, чем оригинал.